# سامیرا کیوانچ
سامیرا کیوانچ (انگلیسی: Sümeyra Kıvanç؛ زادهٔ ۳۰ ژوئیهٔ ۱۹۹۹) بازیکن فوتبال اهل ترکیه است.
وی همچنین در تیم‌های ملی فوتبال Turkey women's national under-17 football team و Turkey women's national under-19 football team بازی کرده‌است.